# Onatha
Onatha är i mytologin hos de nordamerikanska Irokesindianerna ett andeväsen som associeras med majs. Dotter till Eithinoha.
Onatha spärrades in i underjorden men befriades av solen. Hennes historia tros representera majsens skenbara död och därpå följande pånyttfödelse.